# Kiosque de Trajan
Le kiosque de Trajan, également connu sous le nom de « Lit du Pharaon » (arabe : سرير فرعون) par les habitants locaux, est un temple hypèthre actuellement situé sur l'île d'Aguilkia dans le sud de l'Égypte. Le monument inachevé est attribué à Trajan, empereur romain de 98 à 117 de notre ère, en raison de sa représentation en tant que pharaon sur certains des reliefs intérieurs, mais la majeure partie de la structure date d'une époque antérieure, peut-être du règne d'Auguste,. Le temple était à l'origine construit sur l'île de Philæ, près de l'ancien barrage d'Assouan, et servait d'entrée principale au complexe du temple de l'île de Philae depuis le Nil. Il a été déplacé sur l'île d'Aguilkia dans les années 1960 dans le cadre de la Campagne internationale pour la sauvegarde des monuments de Nubie, afin de le protéger de la montée des eaux du Nil qui a suivi la construction du haut barrage d'Assouan.
Ce kiosque de 15 × 20 mètres et de 15,85 mètres de haut avait probablement pour fonction « d'abriter la barque d'Isis sur les rives orientales » de l'île de Philæ. Ses quatre colonnes sur cinq portent chacune « différents chapiteaux composites richement structurés qui sont surmontés de piliers de 2,10 mètres de haut » et devaient à l'origine être sculptés en piliers Bès, comme les mammisi de Philæ, Ermant et Dendérah, bien que cette décoration n'ait jamais été achevée.
La structure est aujourd'hui sans toit, mais des douilles dans les architraves de la structure suggèrent que son toit, qui était en bois, a effectivement été construit dans l'Antiquité. Trois fermes de 12,50 mètres de long, probablement triangulées, « qui ont été insérées dans une corniche à l'arrière de l'architecture en pierre, portaient le toit légèrement voûté ». Les quatorze colonnes sont reliées par un mur de clôture, avec des entrées sur les façades est et ouest. Ce bâtiment est un exemple de la combinaison inhabituelle de bois et de pierre dans la même structure architecturale pour un temple égyptien. L'attribution à l'empereur Trajan est basée sur une gravure à l'intérieur de la structure du kiosque, représentant l'empereur brûlant de l'encens devant Osiris et Isis.

## Représentations

Représentations du Kiosque de Trajan
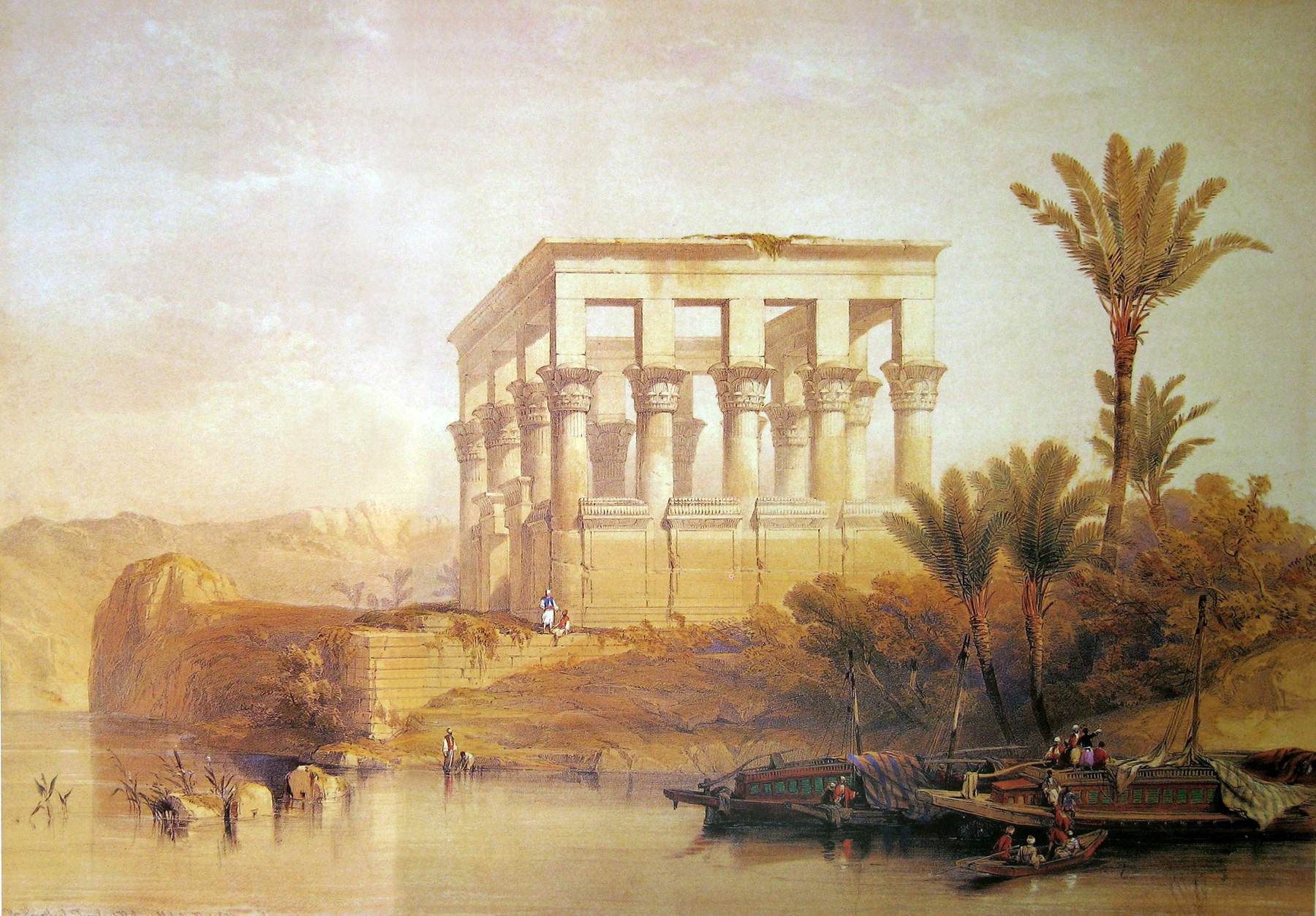
Le temple hypèthre de Philæ par David Roberts, 1838, dans : The Holy Land, Syria, Idumea, Arabia, Egypt, and Nubia.
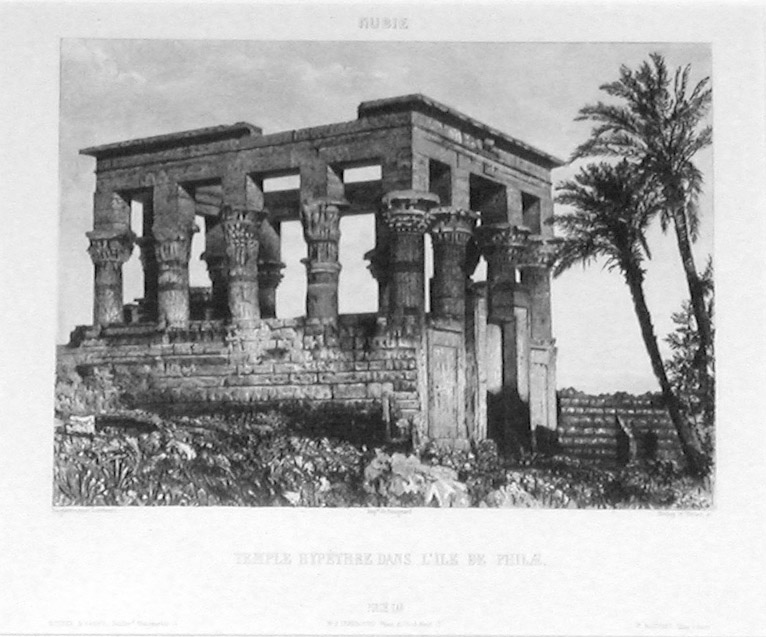
Kiosque en décembre 1839, par Pierre-Gustave Joly de Lotbinière.
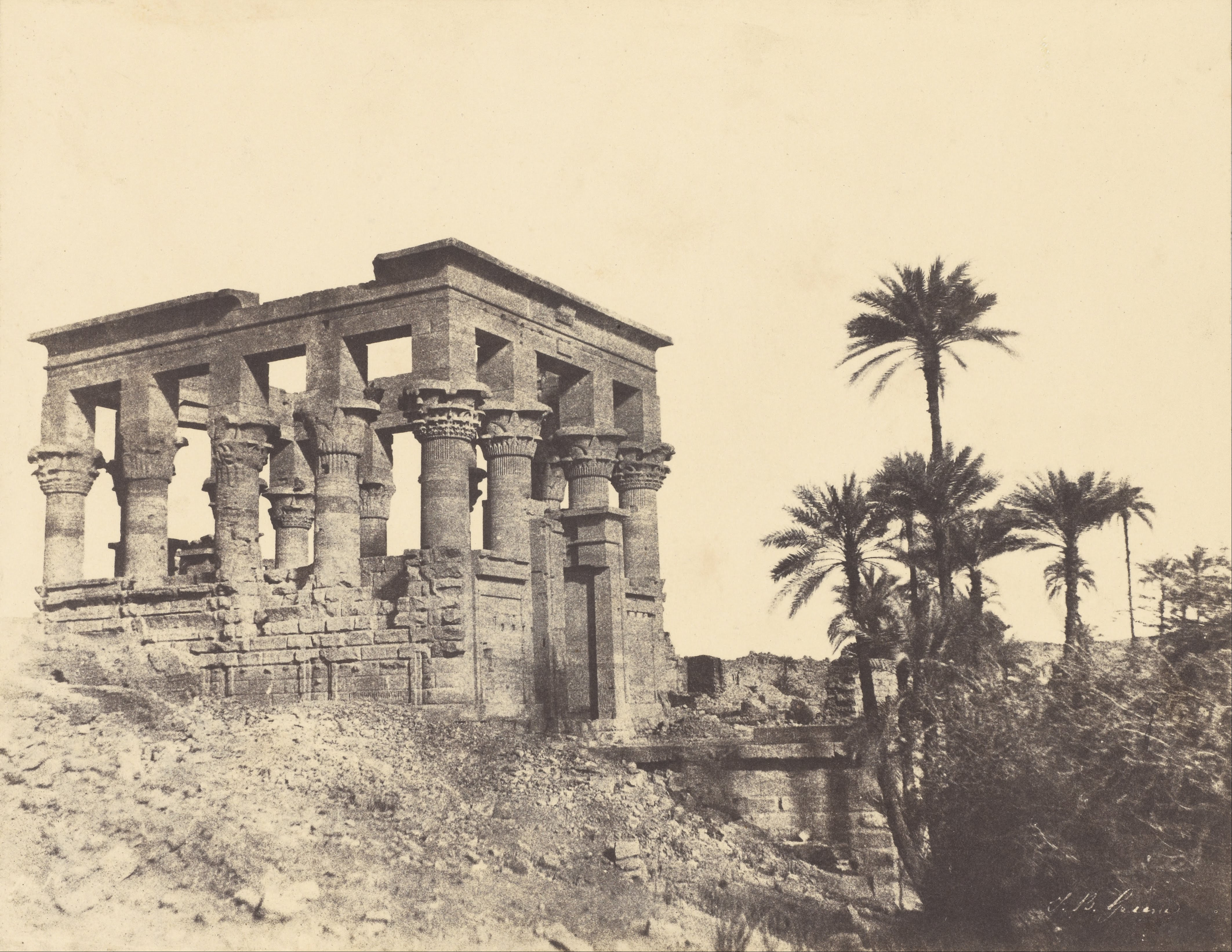
Kiosque en 1854, par John Beasley Greene.
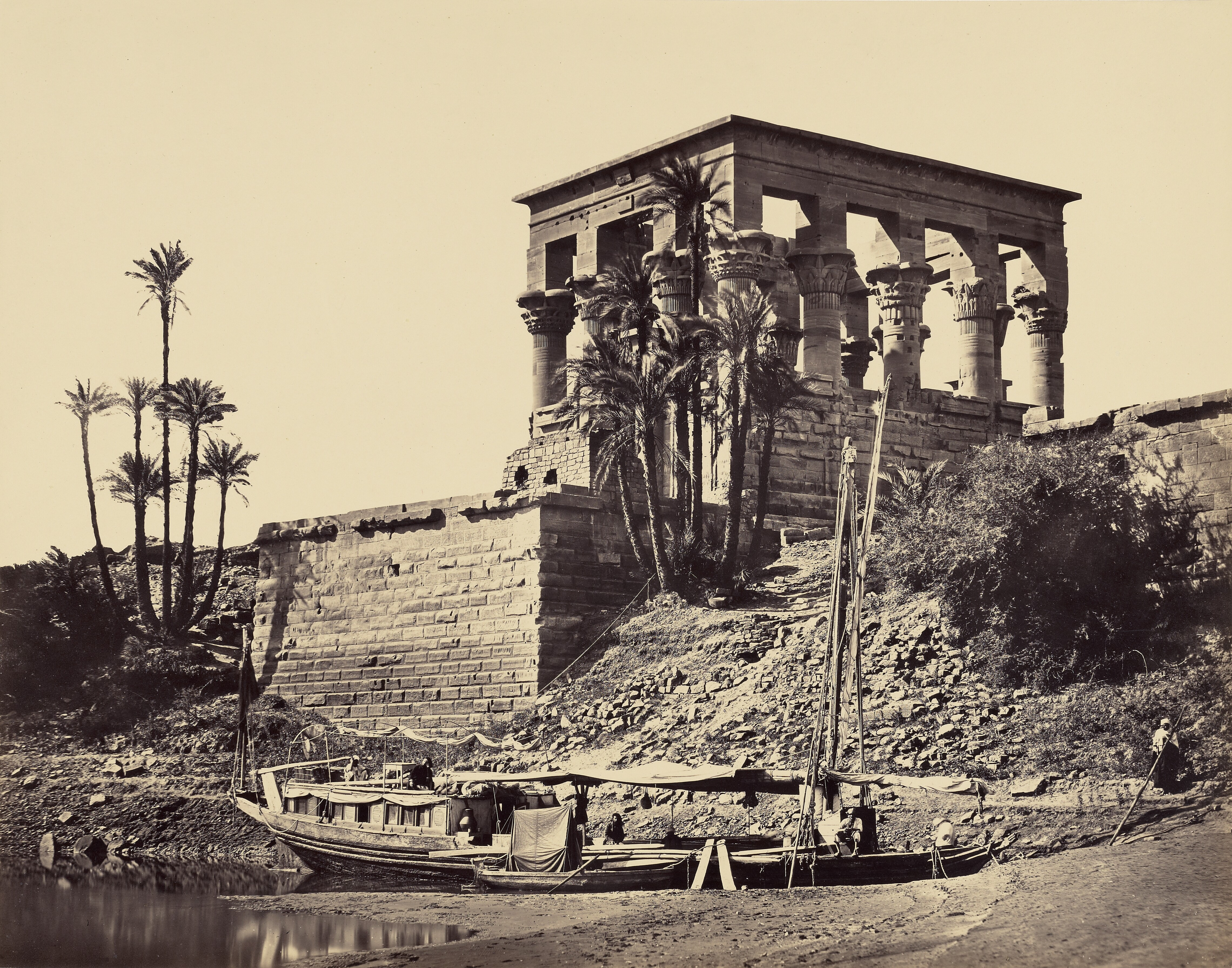
Le temple hypèthre, Philæ, par Francis Frith, 1857 ; collection de la Galerie nationale d'Écosse.